# Советский район (Воронеж)
Советский район — внутригородской район Воронежа. Находится в юго-западной части города, образован 10 апреля 1973 года.
Площадь района — 156,6 км. Район расположен на правом берегу Воронежского водохранилища.
Это один из самых зелёных районов Воронежа, с запада и юга он окружён лесами. На территории района находятся промышленные предприятия: Воронежский механический завод, Конструкторское бюро химавтоматики, РИФ, завод «Эталон», Керамический завод, фабрика игрушек.
Одной из достопримечательностей Советского района является детский парк «Танаис»,
расположенный в жилом массиве Юго-западного микрорайона, излюбленное место отдыха
горожан.
Руководитель управы района — Копытин Олег Юрьевич (с 17 марта 2021 года). Ранее был исполняющим обязанности руководителя управы района с 2 сентября 2019 по 17 марта 2021 года.

## История
10 апреля 1973 года указом Президиума Верховного Совета РСФСР в городе Воронеже был образован новый, шестой по счету, Советский район.
В состав Советского района административно входят микрорайоны Придонской, Тенистый, Шилово, Первое Мая, Подклетное, Малышево.

## Население
| 1979    | 1989     | 2002     | 2009     | 2010     |
| ------- | -------- | -------- | -------- | -------- |
| 157 091 | ↗163 274 | ↘148 253 | ↘140 805 | ↗150 716 |

## Транспорт
- «Юго-западная» автостанция  — (автобусы на Россошь, Новый Оскол, Алексеевку, Острогожск, Стрелица и др.).

## Религия
- Свято-Троицкая церковь

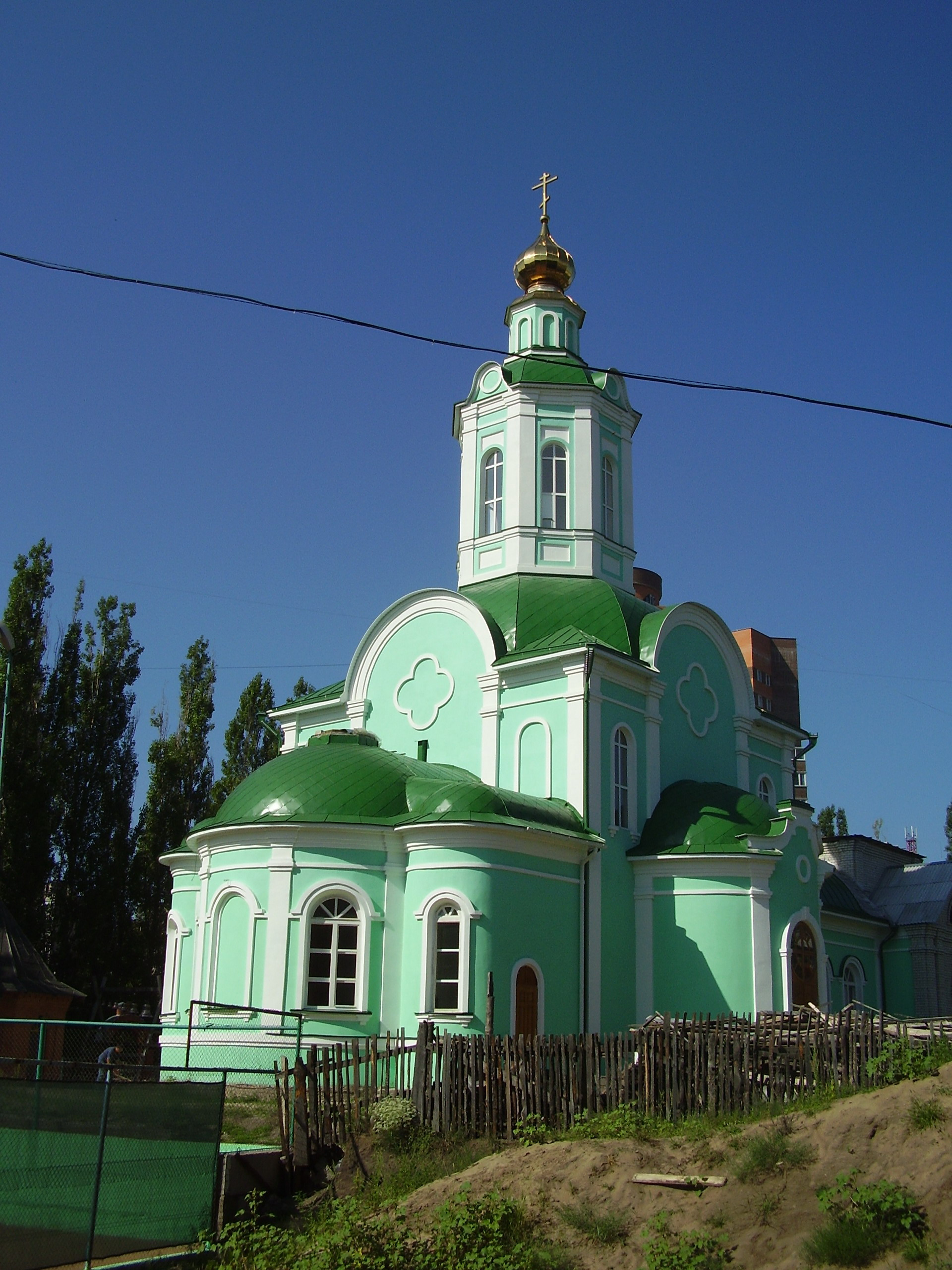
Свято-Троицкая церковь

- Храм всех святых, в земле Российской просиявших

## Памятники

Памятник лётчикам

- Памятник Т-34
- Памятник лётчикам

## Улицы
- Улица 9 Января (граница по середине улицы)

- Улица Генерала Перхоровича
- Улица Героев Сибиряков
- Улица Домостроителей
- Депутатская улица
- Проспект Патриотов
- Тепличная улица
- Южно-Моравская улица
- Холмистая улица
- Путиловская улица